# 山田サチ子
山田 サチ子（やまだ サチこ）は、漫画『ドカベン』シリーズに登場する架空の人物。主人公・山田太郎の妹。アニメ版の声優は松島みのり。

## 来歴・人物
山田太郎の9歳下の妹。『プロ野球編』以降の設定では1985年度生まれ。
赤ん坊の頃、バス転落による両親の死亡事故の数分前に母親から太郎に渡され、太郎の強靭な肉体に守られて命が助かった。
鷹丘中学時代から山田のサポート（おせっかい）をしており、殿馬一人の野球部入部もサチ子のスカウトがきっかけだった。
明訓高校のマスコット的存在で、太郎たちの高校1年時の夏の甲子園では、自称コーチとしてベンチに入り、同年の秋季大会から明訓高校応援団長を務める。
岩鬼とは「ハッパ」「ドブスチビ」などと呼び合う腐れ縁。しかし、2001年シーズンの前半あたりから突然好意を抱くようになり、福岡へ野球観戦に行った際には岩鬼の家に泊まることもあるなど、彼を想うようになり、結婚宣言までするほどだった。対して、岩鬼はあまり意識していなかったようだが、後に悪球が打てなくなるなど大スランプに陥っていた。
里中にいつ頃からか好意を抱いていたが、当の里中は上記の理由から岩鬼に気があると勘違いしており、またサチ子も片想いだと思っていたようである。一時期岩鬼、里中と三角関係になりかけたが、紆余曲折の末、里中からプロポーズされ、彼と婚約。里中に対しては、幼少時は「里中ちゃん」「里中くん」、2006年の終盤からは「里中さん」「智さん」と呼ぶ。2008年の日本シリーズ後に結婚式が開かれ、里中サチ子となる。
上記の通り明訓高校野球部は勿論なこと、中学やプロにおいても兄のチームメイトや仲間から可愛がられていて、賀間剛介のことは彼の背景もあって「もう1人の兄」とも呼べるほどに慕っていたり、プロ野球編では当時の西武の選手たち（清原和博や渡辺久信など）からも親しげに「さっちゃん」と呼ばれていた。一方兄のライバルとはチームメイトから敵チームに転じたキャラ以外は積極的な接点を持つことは少ないが、山田の野球の強さを観察・研究するために積極的に明訓高校の試合の応援や練習の手伝いに駆けつけていた横浜学院の谷津吾朗のことは「吾朗ちゃん」と呼び、（時折露骨に行う彼の熱心な研究活動を「スパイ」と評して難色を示しつつも）仲良くしていた。また、プロ野球編3巻では土門剛介がオールスターファン投票の中間発表でセ・リーグの投手部門１位となっているのを見て「土門ちゃん」と呼びながら喜ぶ様子を見せていた。彼の場合は直接交流するシーンはないが、1年秋の神奈川県大会準決勝（無印20巻）においてサチ子が土門の野球センスを認めていたり彼の無口さ故のかっこよさに（岩鬼と比較する形で）見惚れていたほか、尿意が限界でトイレに急いでいたが途中で人混みに道を塞がれて困っていた所を彼の気遣いに助けられたことがある。
他のキャラが外見上はそれほど歳をとっていないように見える中、子供から大人の女性に成長し、結婚を果たすなど年月の移り変わりを実感させる数少ないキャラとなっている。